# ベルナール・エイゼンシッツ
ベルナール・エイゼンシッツ（Bernard Eisenschitz, 1944年7月3日 – ）は、フランスの映画批評家、映画史家、雑誌編集者であり、映画監督、俳優でもある。映画雑誌『Cinéma』編集長、ジャン＝リュック・ゴダールの映画への出演などで知られる。

## 来歴・人物
1944年7月3日、フランスのサルト県で生まれる。
20代前半ですでに『Humphrey Bogart』（ハンフリー・ボガート、1967年）、『Douglas Fairbanks』（ダグラス・フェアバンクス、1969年）といったアメリカ映画の俳優についての書籍を出版している。1971年、27歳のとき、ジャック・リヴェット監督の12時間半のメガ大作『アウトワン』にピエール・コトレルとおなじポルノ作家の役で出演、つづいて1973年、ジャン・ユスターシュ監督の『ママと娼婦』に出演している。翌1974年、『ママと娼婦』で共演したイザベル・ヴェンガルテン、劇作家のアントワーヌ・ヴィテーズ、歌手のズーズーの出演を得て、初めての短編映画『Printemps 58』を監督した。
1980年代に入ると、ジャン・ナルボニとの共著で『Ernst Lubitsch』（エルンスト・ルビッチ、1986年）などを上梓するかたわら、批評家のノエル・バーチが監督するフェアバンクスについてのテレビドキュメンタリー『What Do Those Old Films Mean ?』（1985年）に脚本協力し、ヴィム・ヴェンダース監督の『ベルリン天使の詩』（1987年）やアモス・ギタイ監督の『ベルリン・エルサレム』（1989年）に出演している。1990年代にも映画の出演をつづけるわけだが、エイゼンシッツの出演は、フランスの映画文化人に例外なくカメオ出演の域を超えている。
ゴダールには映画史家としての博覧強記ぶりもさることながら深く信頼され、『子どもたちはロシア風に遊ぶ』（1993年）、『JLG/自画像』（1995年）に出演するほか、監督の10年がかりの労作『ゴダールの映画史』の日本でのDVD化のさいに組織された「映画史翻訳集団2000」に、蓮實重彦、浅田彰らとともに名をつらねた。
映画批評誌『Cinémathèque』の編集委員を18号までつとめ、2001年10月1日、後継誌『シネマ』（Cinéma、Léo Scheer社刊）を創刊、編集長をつとめる。同誌は「Cinéma 02」から始まって、2007年5月18日現在「13」を数える。「05」号（2003年5月9日発売）からは映画史上のレアな傑作を収録したDVDを付録としてつけている（同号は溝口健二監督の1929年作品『東京行進曲』）ことで、今世紀初頭、全世界のシネフィルの話題をさらった。

## ビブリオグラフィ
著書
- 『ニコラス・レイ - ある反逆者の肖像』、吉村和明訳、キネマ旬報社、1998年 ISBN 4873762197

Nicholas Ray: An American Journey、Tom Milne訳（英語）、Faber & Faber刊、1993年 ISBN 0571140866
Nicholas Ray: An American Life（ポケット版）、Tom Milne訳（英語）、Faber & Faber刊、1996年 ISBN 0571178308
- Humphrey Bogart（ポケット版）、Losfeld刊、1967年
- Douglas Fairbanks、Avant-Scène刊、1969年
- Lumière et Méliès、ジョルジュ・サドゥール共著、Lherminier刊、1985年 ISBN 2862440485
- Ernst Lubitsch、ジャン・ナルボニ共著、Cahiers du Cinema Livres刊、1986年 ISBN 2866420357

Ernst Lubitsch（ポケット版）、ジャン・ナルボニ共著、Cahiers du Cinema Livres刊、2006年 ISBN 2866424514
- M le maudit、Noël Simsolo、Gérard Legrand共著、Calmann-Lévy刊、1990年 ISBN 2702119204
- Le cinéma allemand（Collection 128）、Nathan Université刊、1999年 ISBN 2091903264

Le cinéma allemand（ポケット版、128. Cinéma）、Armand Colin刊、2005年 ISBN 2200340869
- Lignes d'Ombre、Nueva Mazzotta刊、1998年 ISBN 8820214199
- Emmanuel Lowenthal, 1896-1959（ポケット版）、François Barré、Serge Perkowsky共著、Goethe Institut刊、1999年 ISBN 2855270081
- Points de départ : entretiens avec Robert Kramer、ロバート・クレイマー、Roberto Turigliatto共著、Aix-en-Provence : Inst. de l'Image刊、2001年
- Le cinéma expressionniste allemand : Splendeurs d'une collection、Marianne de Fleury、Laurent Mannoni、Thomas Elsaesser共著、Editions de la Martinière刊、2006年 ISBN 2732434973
- Fritz Lang : La Mise en scène、Paolo Bertetto共著、Lindau刊、ISBN 8871800834

翻訳
- Fritz Lang（ポケット版）、ロッテ・アイスナー著、Cahiers du cinéma刊、2005年 ISBN 2866424220
- Futur intérieur（ポケット版）、Christopher Priest著、Gallimard刊、2005年 ISBN 2070308472

## フィルモグラフィ
- 『アウトワン』 Out 1, noli me tangere　1971年　出演　監督・脚本ジャック・リヴェット、共同脚本シュザンヌ・シフマン、原作オノレ・ド・バルザック、撮影ピエール＝ウィリアム・グレン、助監督・出演ジャン＝フランソワ・ステヴナン、出演ミシェル・モレッティ、ジャン＝ピエール・レオ、ジュリエット・ベルト、エリック・ロメール、ビュル・オジェ、ジャック・ドニオル＝ヴァルクローズ、バルベ・シュレデール、ベルナデット・ラフォン、マイケル・ロンズデール、ジャン・ブイーズ、ピエール・コトレル
- 『ママと娼婦』 La Maman et la putain　1973年　出演　監督・脚本・出演ジャン・ユスターシュ、製作ピエール・コトレル、出演ジャン＝ピエール・レオ、ベルナデット・ラフォン、フランソワーズ・ルブリュン、イザベル・ヴェンガルテン、ジャン・ドゥーシェ、アンドレ・テシネ、ノエル・シムソロ
- Printemps 58　短篇　1974年　監督・脚本　出演アントワーヌ・ヴィテーズ、イザベル・ヴェンガルテン、ズーズー
- 『月の寵児たち』 Les Favoris de la lune　1984年　出演　監督オタール・イオセリアーニ
- What Do Those Old Films Mean ?　テレビ映画　1985年　脚本協力　監督ノエル・バーチ、出演ダグラス・フェアバンクス、メアリー・ピックフォード（アーカイヴ・フッテージ）
- 『ベルリン天使の詩』 Der Himmel über Berlin　1987年　出演　監督ヴィム・ヴェンダース
- 『ベルリン・エルサレム』 Berlin-Yerushalaim　1989年　出演　監督アモス・ギタイ、撮影アンリ・アルカン
- 『ゴーレム、さまよえる魂』 Golem, l'esprit de l'exil　1992年　出演　監督・脚本アモス・ギタイ、出演ハンナ・シグラ、サミュエル・フラー、ファビエンヌ・バーブ、ベルナルド・ベルトルッチ、フィリップ・ガレル、マルセリーヌ・ロリダン＝イヴェンス
- 『子どもたちはロシア風に遊ぶ』 Les Enfants jouent à la Russie　1993年　出演　監督・脚本・編集・出演ジャン＝リュック・ゴダール、プロデューサールート・ヴァルトブルゲール、撮影・製作主任・助監督カロリーヌ・シャンプティエ、出演ラズロ・サボ、アンドレ・S・ラバルト
- 『JLG/自画像』 JLG/JLG - autoportrait de décembre　1995年　出演　監督・脚本・編集・主演ジャン＝リュック・ゴダール、出演ジュヌヴィエーヴ・パスキエ、ルイ・セガン、アンドレ・S・ラバルト
- 『ガスコーニュの息子』 Le Fils de Gascogne　1995年　出演　監督パスカル・オビエ、出演ジャン＝クロード・ドレフュス、パスカル・ボニゼール、ラズロ・サボ、オタール・イオセリアーニ、リチャード・リーコック、ジャン＝クロード・ブリアリ、ベルナデット・ラフォン、パトリス・ルコント、ビュル・オジェ、マリナ・ヴラディ、ミシェル・ドヴィル、クロード・シャブロル、ピエール・コトレル、ジャン・ルーシュ、
- Les Messages de Fritz Lang　ビデオ映画　2001年　監督
- Chaplin Today: Monsieur Verdoux　テレビ映画　2003年　監督　出演チャーリー・チャップリン、ハンス・アイスラー（アーカイヴ・フッテージ）、ノーマン・ロイド、クロード・シャブロル
- 『アンリ・ラングロワ ファントム・オブ・シネマテーク』 Le Fantôme d'Henri Langlois　ドキュメンタリー　2004年　出演　監督ジャック・リシャール
- Il Cinema ritrovato: istruzioni per l'uso　ドキュメンタリー　2004年　出演　監督・脚本ジュゼッペ・ベルトルッチ
- Cinema Sex Politics: Bertolucci Makes 'The Dreamers'　テレビ映画　2003年　フィルム・アーカイヴ協力
- 『死による名声』 Le Prestige de la mort　2006年　出演　監督・主演リュック・ムレ、製作パウロ・ブランコ

## 関連事項
- アントワーヌ・ヴィテーズ（Antoine Vitez）
- イザベル・ヴェンガルテン（Isabelle Weingarten）
- ズーズー（Zouzou）
- ピエール・コトレル（Pierre Cottrell）

## 註
1. ↑  溝口健二の『東京行進曲』のDVDがついに発売された（蓮實重彦）に詳しい。